# Simaba maiana
Simaba maiana är en bittervedsväxtart som beskrevs av Giovanni Casaretto. Simaba maiana ingår i släktet Simaba och familjen bittervedsväxter. Inga underarter finns listade i Catalogue of Life.